# إدغار سولانو
إدغار سولانو (بالإسبانية: Edgar Solano) (26 أكتوبر 1978 بمدينة مكسيكو في المكسيك - ) هو لاعب كرة قدم مكسيكي في مركز الدفاع. لعب مع نادي نيكاكسا.

## وصلات خارجية
- إدغار سولانو على موقع قاعدة بيانات كرة القدم.إي يو (الإنجليزية)